# Дженифер
Дже́нифер, Дже́ннифер (англ. Jennyfer, Jennifer) — англоязычное женское имя. Корнская форма имени Гвиневра, адаптированная в английском языке в XX веке.

## Значение
Имя может переводиться как «белая волшебница» или «светлая» (от пракельтского Windo-seibrā, что означает «белый дух»). Корнская форма является родственной валлийскому имени «Gwenhwyfar» и древнеирландскому «Findabair».
Несмотря на схожесть с древнеанглийскими словами  «jenefer», «genefer» и «jinifer», которые означают «можжевельник», доказательств происхождения имени от них не обнаружено.

## Распространение
Имя Дженифер используется с XVIII столетия, но широкое распространение оно получило только в XX веке. Имя было достаточно редким до 1906 года, когда вышла пьеса Джорджа Бернарда Шоу «Врач перед дилеммой», где главную героиню звали Дженифер. После этого популярность имени начала расти. Тем не менее, согласно государственной статистике Великобритании, имя попало в сотню самых популярных среди новорожденных девочек только в 1934 году, спустя 28 лет после премьеры пьесы Шоу. Популярность имени продолжила увеличиваться, достигнув одиннадцатого места в 1984 году.
В США имя попало в список 1000 наиболее распространенных имен у новорождённых девочек в 1938 году, заняв 987 место. Имя быстро начало расти в популярности, попав в сотню в 1956 году и в десятку в 1966. С 1970 по 1984 годы имя занимало первое место по популярности среди новорожденных американских девочек.
Начиная с 1990-х годов популярность имени постепенно начала падать. В США распространенность имени среди новорожденных медленно, но неизменно снижается с 1984 года. В 1992 году имя покинуло десятку самых популярных, а в 2009 году сотню. В Великобритании популярность имени тоже снижается. Сотню самых популярных имен Англии и Уэлльса имя «Дженифер» покинуло в 2005 году.